# Anopheles gambiae
El complex Anopheles gambiae consisteix en almenys set espècies de mosquits morfològicament indistingibles del gènere Anopheles. El complex va ser reconegut als anys seixanta i inclou els vectors més importants de la malària a l'Àfrica subsahariana, en particular un dels vectors de malària més eficients, Plasmodium falciparum.

## Identificació
El complex Anopheles gambiae o Anopheles gambiae sensu lato va ser reconegut com un complex d'espècies a partir de la dècada del 1960. El complex An. gambiae es compon de:
- Anopheles arabiensis
- Anopheles bwambae
- Anopheles melas
- Anopheles merus
- Anopheles quadriannulatus[3]
- Anopheles gambiae sensu stricto[4]
- Anopheles coluzzii
- Anopheles amharicus

Les espècies individuals del complex són morfològicament difícils de distingir entre si, encara que és possible per a larves i femelles adultes. Les espècies presenten diferents trets conductuals. Per exemple, Anopheles quadriannulatus és una espècie d'aigua salada i d'aigua dolça. An. melas i An. merus són espècies d'aigua salada, mentre que la resta són espècies d'aigua dolça.
La identificació a nivell d'espècie utilitzant els mètodes moleculars de Scott et al. (1993) pot tenir implicacions importants en les mesures de control posteriors.

## Anopheles gambiaesensu stricto
An. gambiae s.s. s'ha descobert que actualment es troba en un estat de divergència en dues espècies diferents: Els llinatges Mopti (M) i Savannah (S), encara que a partir de 2007, les dues soques encara es consideren com una sola espècie. El genoma d'An. gambiae s.s. s'ha seqüenciat tres cops, un cop per al llinatge M, un cop per al llinatge S, i un tercer cop per a una soca híbrida. Actualment, ~90 miRNA s'han predit en la literatura científica (38 miRNA enumerats en miRBase) per a An. gambiae s.s. basat en seqüències conservades al miRNA descrites a Drosophila.
El mecanisme del reconeixement entre les espècies sembla el so emès per les ales i identificat per l'òrgan de Johnston.

## Fecunditat
La fecunditat d'A. gambiae depèn de la desintoxicació de les espècies reactives de l'oxigen (ROS) duta a terme per la catalasa. La reducció de l'activitat de la catalasa redueix significativament la producció reproductiva dels mosquits femelles, cosa que indica que la catalasa té un paper central en la protecció dels oòcits i dels embrions primerencs dels danys provocats per ROS.

## Brasil
An. gambiae va envair el nord-est de Brasil el 1930, provocant una epidèmia de malària els anys 1938/39. El govern brasiler assistit per la Fundació Rockefeller en un programa encapçalat per Fred Soper va erradicar aquests mosquits d'aquesta àrea. Aquest esforç es va modelar en l'èxit anterior en l'erradicació d'Aedes aegypti com a part del programa de control de la febre groga. Les espècies exactes implicades en aquesta epidèmia s'han identificat com An. arabiensis.